# Ceratinops sylvaticus
Ceratinops sylvaticus är en spindelart som först beskrevs av James Henry Emerton 1913.  Ceratinops sylvaticus ingår i släktet Ceratinops och familjen täckvävarspindlar. Inga underarter finns listade i Catalogue of Life.